# Regiment Català Mazarí
El Regiment Català Mazarí (Catalan-Mazarin en la seva accepció francesa) fou un regiment d'infanteria de la Catalunya Nord creat a Perpinyà pel cardenal Mazarí el 1657. El regiment era format per dos batallons, i posat sota les ordres del coronel Josep de Caramany.
Acabada la Guerra dels Segadors i controlat el Rosselló, els francesos aprofitaren el potencial dels miquelets catalans per crear-ne unitats reglades com a fusellers de muntanya. La unitat més coneguda fou el Regiment Català Mazarí. Basat el 1657 a Perpinyà, el 1658 fou dut a Flandes, on participà en el setge de Gravelines, fou posat en guarnició a Oudenaarde, i després retornà a Perpinyà. Després de la mort del cardenal Mazarí, per una ordre del 1661 fou reduït a 12 companyies i rebé el nom de Reial Català (Royal-Catalan). Posteriorment (1667) esdevingué el Reial Rosselló (Royal-Roussillon).
El regiment es mantingué fins a finals del segle xviii. Subsegüents unitats de l'exèrcit de terra francès amb base a Perpinyà han estat dissoltes i recreades diverses vegades, sent-ne la darrera el 24è Regiment d'Infanteria Colonial.